# 小行星1823
小行星1823（1823 Gliese），天文學臨時編號1951 RD，是一顆位於小行星帶的小行星，由卡爾·威廉·萊茵姆特於1951年9月4日在德國海德堡王座山天文台發現。
該小行星以德國天文學家威廉·格利澤命名。

## 外部連結
- JPL Small-Body Database Browser on 1823 Gliese （页面存档备份，存于）

| 前一小行星： 1822 Waterman | 小行星列表 | 後一小行星： 1824 Haworth |